# Inna Witaljewna Woljanskaja
Inna Witaljewna Woljanskaja (russisch Инна Витальевна Волянская, wiss. Transliteration Inna Vital'evna Voljanskaja; * 5. Juli 1965 in Moskau, RSFSR; † 29. Januar 2025 in Washington, D.C.) war eine russische Eiskunstläuferin.

## Leben und Karriere
Woljanskaja wurde am 5. Juli 1965 in Moskau, im russischen Teil der Sowjetunion, geboren. In jungen Jahren wurde Woljanskaja von Tatjana Tarassowa trainiert und gewann 1980 im Alter von 15 Jahren Silber beim St. Ivel International im Paarlauf mit ihrem Partner und späteren Lebensgefährten Waleri Spiridonow. Ebenfalls 1980 gewannen sie und Spiridonow bei den Blue Swords in Karl-Marx-Stadt (heute Chemnitz) Gold. Beim Prague Skate 1981 gewannen sie Silber und beim Grand Prix International St. Gervais 1982 Gold. Ihr vermutlich größter Erfolg war ebenfalls 1982 die Nebelhorn Trophy in Gold gemeinsam mit Spiridonow.
Nachdem sie sich von Spiridonow scheiden ließ, siedelte sie in den 1990ern in die Vereinigten Staaten um. Seit 2017 trainierte sie dort junge Eiskunstläufer. Zuletzt flog sie dafür mit zwei Schülern nach Wichita (Kansas) für einen Wettkampf. Auf dem Rückflug am 29. Januar 2025 starben sie und ihre Schüler an Bord des American-Airlines-Fluges 5342, als dieser über dem Potomac River mit einem Militärhubschrauber kollidierte. Woljanskaja wurde 59 Jahre alt.